# أنتراب (مشيز بردسير)
أنتراب (بالإنجليزية: Entorab)‏ هي مستوطنة تقع في إيران في كرمان.